# Dagwood sandwich

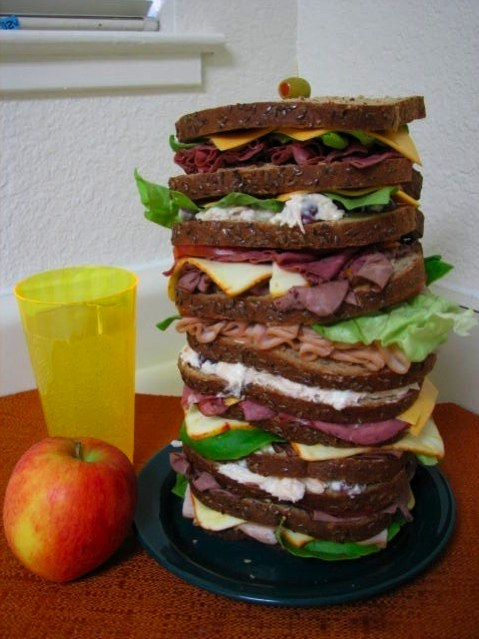
Przykład rzeczywistej kanapki Dagwooda

Dagwood sandwich, kanapka Dagwooda – amerykańska wielowarstwowa gruba kanapka złożona z mięsa, serów oraz licznych dodatków, często uważanych za niepasujące do siebie, umieszczonych między dwiema kromkami chleba, która została wykreowana przez rysownika Chica Younga i spopularyzowana w komiksie Blondie. Prawdziwe kanapki robione na wzór komiksowej kanapki Dagwooda mają więcej kromek chleba, którymi są poprzedzielane w poprzek, aby móc pomieścić olbrzymią ilość składników zlepionych sosami i zachować piętrowy kształt.

## Pochodzenie nazwy
Nazwa kanapki pochodzi od Dagwooda Bumsteada, jednej z głównych postaci komiksu pt. Blondie, męża tytułowej Blondie. Dagwood Bumstead często przygotowuje sobie takie olbrzymie kanapki, np. gdy obudzi się w nocy głodny. Idzie wtedy do lodówki i robi sobie gigantyczną kanapkę ze wszystkiego, co znajdzie w lodówce i wpadnie mu w ręce. Problem z kanapką Dagwooda polega na tym, że ze względu na swój rozmiar jest niełatwa do zjedzenia. W jednym z odcinków komiksu z 1944 roku Dagwood Bumstead skarżył się Blondie, że jego kanapki ostatnio rozpadały się na kawałki, więc poprosił ją o wiertarkę, po czym wywiercił pionowo dziurę przez środek kanapki i połączył poszczególne warstwy frankfurterką. 
Po raz pierwszy kanapka Dagwooda pojawiła się w komiksie Blondie 16 kwietnia 1936 roku.
Twórcą komiksu był rysownik Murat Bernard („Chic”) Young (1901-1973). Po jego śmierci kontynuatorem i jednym ze współautorów został jego syn, scenarzysta komiksów Dean Young.

## Składniki
Nie istnieje precyzyjnie określony przepis na kanapkę Dagwooda, rysowaną przez Chica Younga. Zawsze zawiera ona dużo wędlin, sera, sałaty i innych warzyw, w rzeczywistości poprzedzielanych dodatkowymi kromkami chleba. Jest zakończona oliwką nabitą na wykałaczkę lub drewniany patyczek. Różnorodne składniki kanapki, użyte w obfitej ilości, są połączone dużą ilością musztardy, majonezu i keczupu. Czasami kanapka Dagwooda zawiera nawet banana lub jabłko bądź inne owoce.

## W słownikach
Współcześnie termin Dagwood sandwich znajduje się w słowniku „Webster’s New World”, a określenie Dagwood (w odniesieniu do kanapki) zostało umieszczone w „American Heritage Dictionary”. Według słownika slangu i niekonwencjonalnego języka angielskiego wyrażenie Dagwood sandwich znalazło się w (powszechnym) użyciu w Ameryce po 1945 roku.